# 天菜大廚
是一部2015年美國喜劇片。由約翰·威爾斯執導，而史蒂芬·奈特則根據麥可·卡爾辛柯的故事撰寫劇本。電影主演包括布萊德利·庫柏、席艾娜·米勒、歐馬·希、丹尼爾·布爾、馬修·瑞斯、艾莉西亞·薇坎德、鄔瑪·舒曼和艾瑪·湯普遜。溫斯坦影業將電影定於2015年10月30日在北美上映，香港驕陽電影則在2015年12月10日上映。

## 劇情
故事敘述亞當·瓊斯是一名有著好手藝的帥氣廚師，但因使用毒品和其古怪脾氣而讓他失去了自己的餐廳，為求戒毒和戒酒，他在新奧爾良剝開一百萬生蠔殼；他試圖重新找回他的生活和職業生涯，而在倫敦開一家新餐廳，並帶領著一支團隊，希望贏得米其林三星、引進新的烹調方式:真空低溫烹調法（Sous-Vide；這是把原料烹調到最佳熟成度，再加工調理出前所未有的美味，使他準備再度重回高峰。

## 演員
- 布萊德利·庫柏 飾 亞當·瓊斯（Adam Jones）
- 席艾娜·米勒 飾 海倫娜（Helene）
- 歐馬·希 飾 米歇爾（Michel）
- 丹尼爾·布爾 飾 東尼·布雷迪（Tony Balerdi）
- 馬修·萊斯 飾 瑞斯（Reece）
- 艾莉西亞·薇坎德 飾 安·瑪莉（Anne Marie）
- 鄔瑪·舒曼 飾 席夢（Simone）
- 艾瑪·湯普遜 飾 蘿西爾（Dr. Rosshilde）
- 莉莉·詹姆斯 飾 莎拉（Sara）
- 里卡多·史卡馬西奧 飾 麥斯（Max）

## 發行
《天菜大廚》原定的發行日期為2015年10月2日，但在2015年7月時，溫斯坦影業將其改至2015年10月23日。電影將於2015年10月23日在限定地區上映，2015年10月30日才會廣泛發行。然而，後來又重新改為2015年10月30日在全國正式上映。

## 迴響
《天菜大廚》普遍獲得了負面的評價。爛番茄評級僅29%，Metacritic得分42。據CinemaScore調查，觀眾從「A+」至「F」之間給出了「B-」的評價。電影於2015年10月30日與《危機女王》和《殭屍教戰守則》共同上映，並預計能獲得約700萬至900萬美元的票房。但首周票房卻只有500萬美元，排名當周第五，成為庫柏今年繼《飛越情海》（970萬美元）後第二部失利的電影。臺灣首周票房以634萬新臺幣居冠。
| 上一届： 《獵巫行動：大滅絕》 | 2015年台北週末票房冠軍 第44周 | 下一届： 《007：惡魔四伏》 |

## 外部連結
- 官方网站
- 互联网电影数据库（IMDb）上《天菜大廚》的资料（英文）
- Box Office Mojo上《天菜大廚》的資料（英文）
- 爛番茄上《天菜大廚》的資料（英文）
- Metacritic上《天菜大廚》的資料（英文）